# Laguna Boysarazo
La Laguna Boysarazo es una laguna boliviana de agua dulce amazónica. Administrativamente se encuentra en el municipio de El Puente de la provincia Guarayos, al noroeste del departamento de Santa Cruz. Está a una altitud de 182 m s. n. m. y tiene una superficie de 50,6 kilómetros cuadrados. Se encuentra en una zona muy húmeda donde abundan grandes lagunas.